# Kralja Milana (Bělehrad)
Kralja Milana (v srbské cyrilici Краља Милана) je ulice v srbské metropoli Bělehradu. Spojuje třídu Terazije v centru města s náměstím Slavija a ve skutečnosti je tak jejím přímým jižním prodloužením. Jedná se o rušnou třídu, vede tudy trať trolejbusů.

## Historie
Ještě před počátkem šíření městské zástavby směrem na jih byla ulice známá jako Kragujevacká silnice (srbsky Kragujevački drum). V roce 1876 se již na mapě města ale objevovala jako Milanova ulice. Zahrnovala i dnešní třídu Terazije až po křižovatku London. Po nějakou dobu se na mapách objevuje jako Kragujevacká ulice, jindy jako Ulice krála Milana. Po druhé světové válce nesla název Maršala Tita. V ulici žil známý jugoslávský autor aforismů a novinář Dušan Radović. 
V roce 1990 zde došlo v květnu na 10. výročí úmrtí Josipa Broze Tita k nepokojům, kdy demonstranti strhávali název ulice. V 90. letech byl název změněn na Ulice srbských panovníků (srbsky Ulica srpskih vladara a později získala dnešní název.

## Významné budovy
- Beograđanka, výšková budova v srbské metropoli.
- Jugoslávské dramatické divadlo (srbsky Jugoslavsko dramsko pozorište)
- Studentské kulturní centrum (srbsky Studentski kulturni centar)
- Starý palác, postavený v roce 1881 jako sídlo Milana Obrenoviće, dnes bělehradský magistrát
- Nový palác, postavený v letech 1911 až 1922, dnes sídlo prezidenta Srbska
- Budova srbsko-americké banky
- Dům důstojníků, kde se dříve nacházelo kino.

K ulici rovněž přiléhá i Andrićev venac, kde se nachází Muzeum Iva Andriće.